# Nkol-Melen
Pour les articles homonymes, voir Nkol et Melen (homonymie).
Nkol-Melen est un village de la région du Centre au Cameroun, localisé dans l'arrondissement (commune) de Bikok et le département de la Méfou-et-Akono.

## Population
En 1965 Nkol-Melen comptait 185 habitants, principalement des Etenga.
Lors du recensement de 2005, ce nombre s'élevait à 32.